# Туманність Омега
Туманність Омега (також знана як туманність Лебідь, Підкова, Лобстер,M17, і NGC 6618) є областю H II в сузір'ї Стрільця.

## Історія відкриття
Було відкрито Жаном Філіпом де Шезо в 1745. Шарль Мессьє вніс її в каталог у 1764 р.

## Цікаві властивості
Туманність перебуває в насичених зоряних полях сузір'ї Стрільця галактики Чумацький шлях.
Відстань від Землі до туманності Омега оцінюється в 5000—6000 світлових років. Розмір самої туманності становить 15 світлових років у діаметрі. Хмара міжзоряної матерії, частиною якої є туманність, має розмір 40 світлових років у діаметрі.
Сумарна маса туманності Омега оцінюється в 800 сонячних мас.
Зоряне скупчення з 35 зірок лежить у просторі, зайнятому туманністю. Випромінювання саме цих гарячих, молодих зірок призводить до світіння газу туманності.

## Спостереження

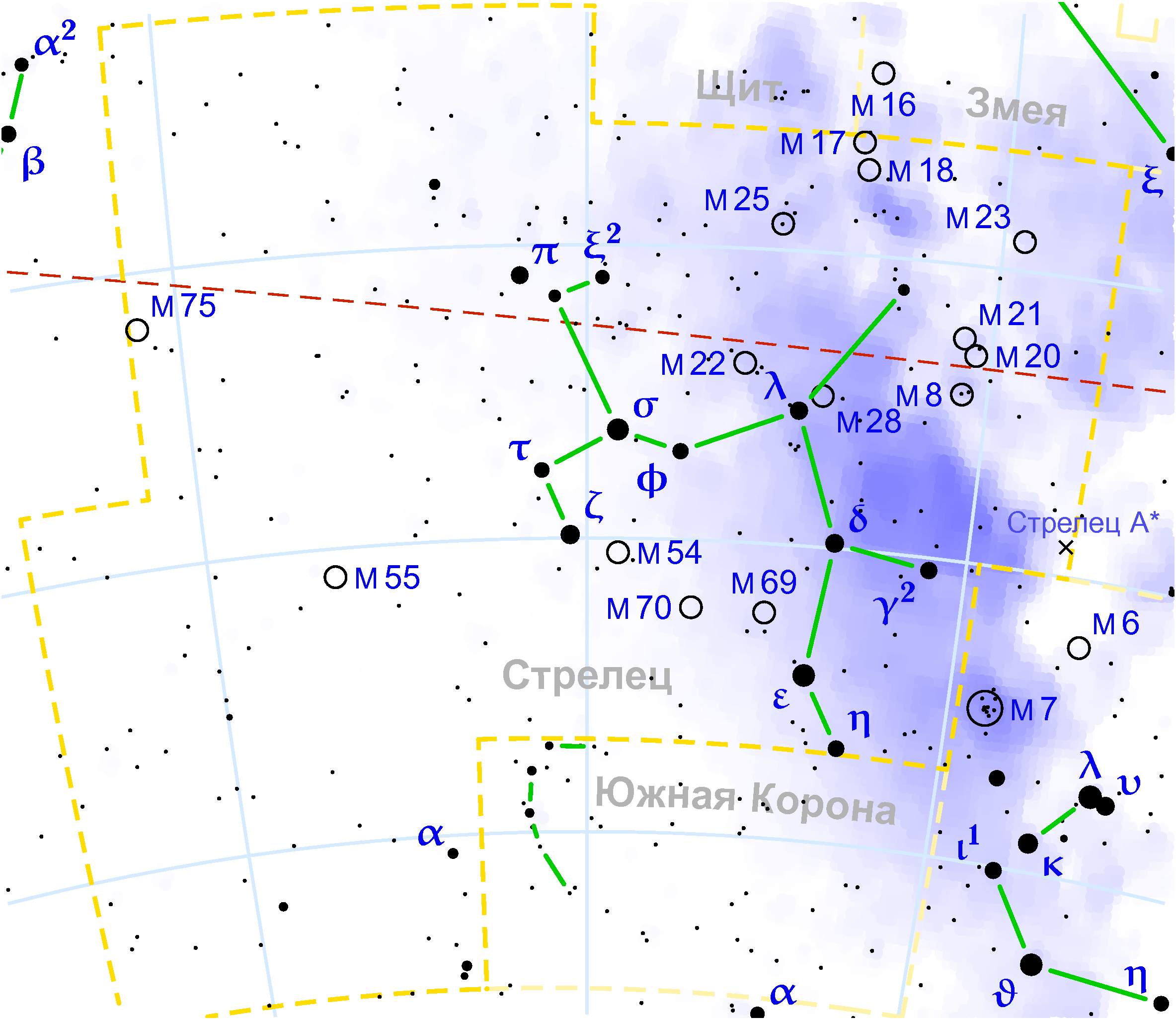
Туманність Омега в сузір'ї Стрільця

Туманність яскрава, з характерною формою. При візуальних спостереженнях сильно відрізняється від більшості інших дифузних туманностей з їх тьмяним неконтрастним малюнком. При спостереженнях у бінокль, на чорному незасвіченому небі вже помітна її незвичайна форма. У окуляр любительського телескопа навіть і на не дуже гарному небі можна побачити силует примарного лебедя, що пропливає по небу. Велика апертура телескопа в поєднанні з високим становищем об'єкта на південному чорному небі покаже безліч деталей в цій туманності. Оцінити розміри туманності допоможе використання «діпскай»-фільтра (типу UHC), який приглушить фон неба і посилить контраст деталей.

### Сусіди по небу з каталогу Мессьє
- M16 — (в парі градусів на північ, у сузір'ї Змії) «Орел» — розсіяне скупчення зірок і туманність;
- M18 — (у градусі південніше) небагате розсіяне скупчення на тлі Чумацького Шляху;
- M24 — (ще південніше) відокремлений яскравий фрагмент Чумацького Шляху;
- M23 — (південно-захід) багате розсіяне скупчення у вигляді віяла, на тлі темного рукава Чумацького Шляху;
- M25 — (південний схід) широко розкидане розсіяне скупчення досить яскравих зірок.

### Послідовність спостереження в «Марафоні Мессьє»
… М26 → М16 →М17 → М18 → М24 …

## Галерея

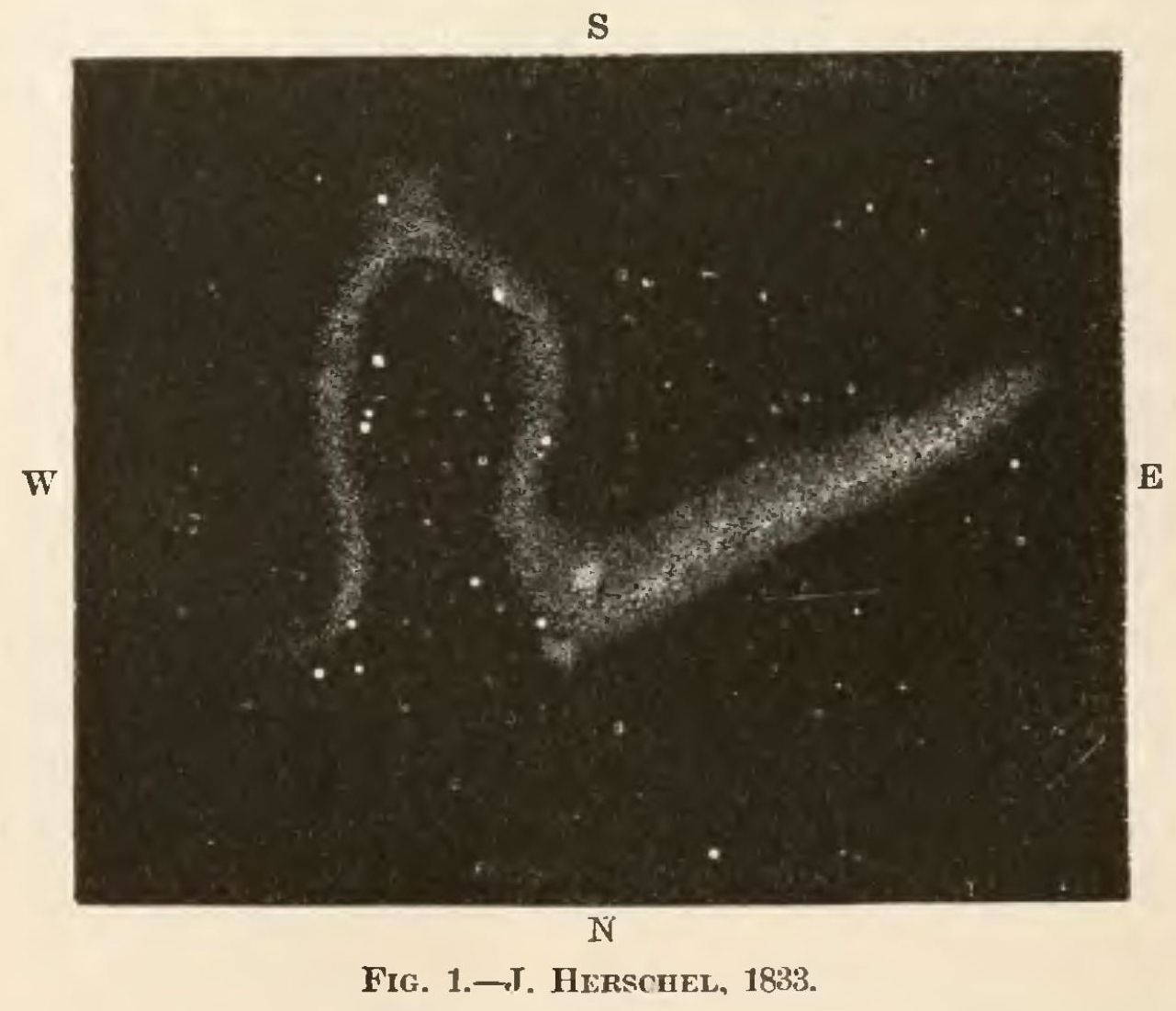
Малюнок туманності по  Джону Гершелю у 1833 році.
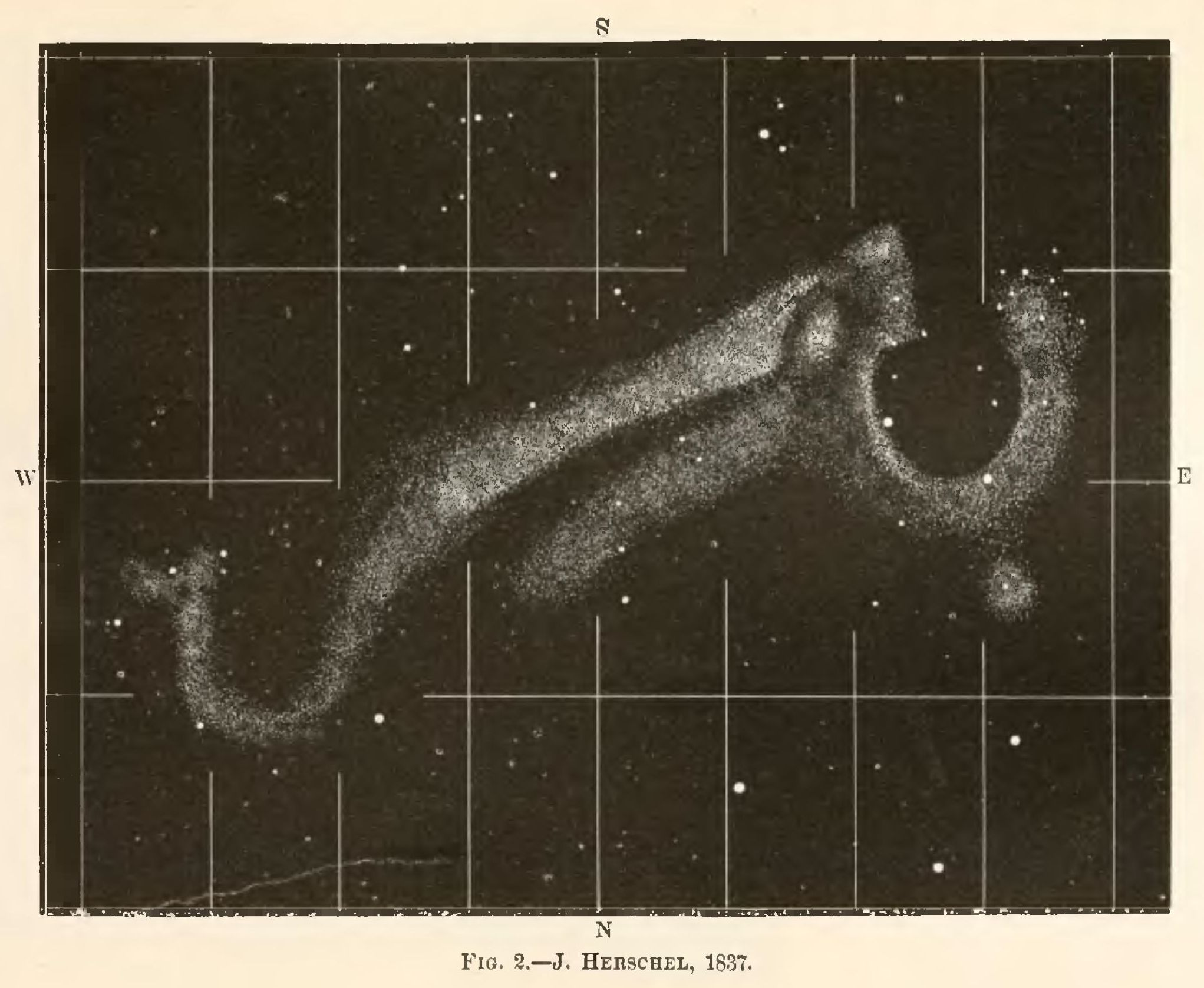
Другий  малюнок Гершеля в 1837 році
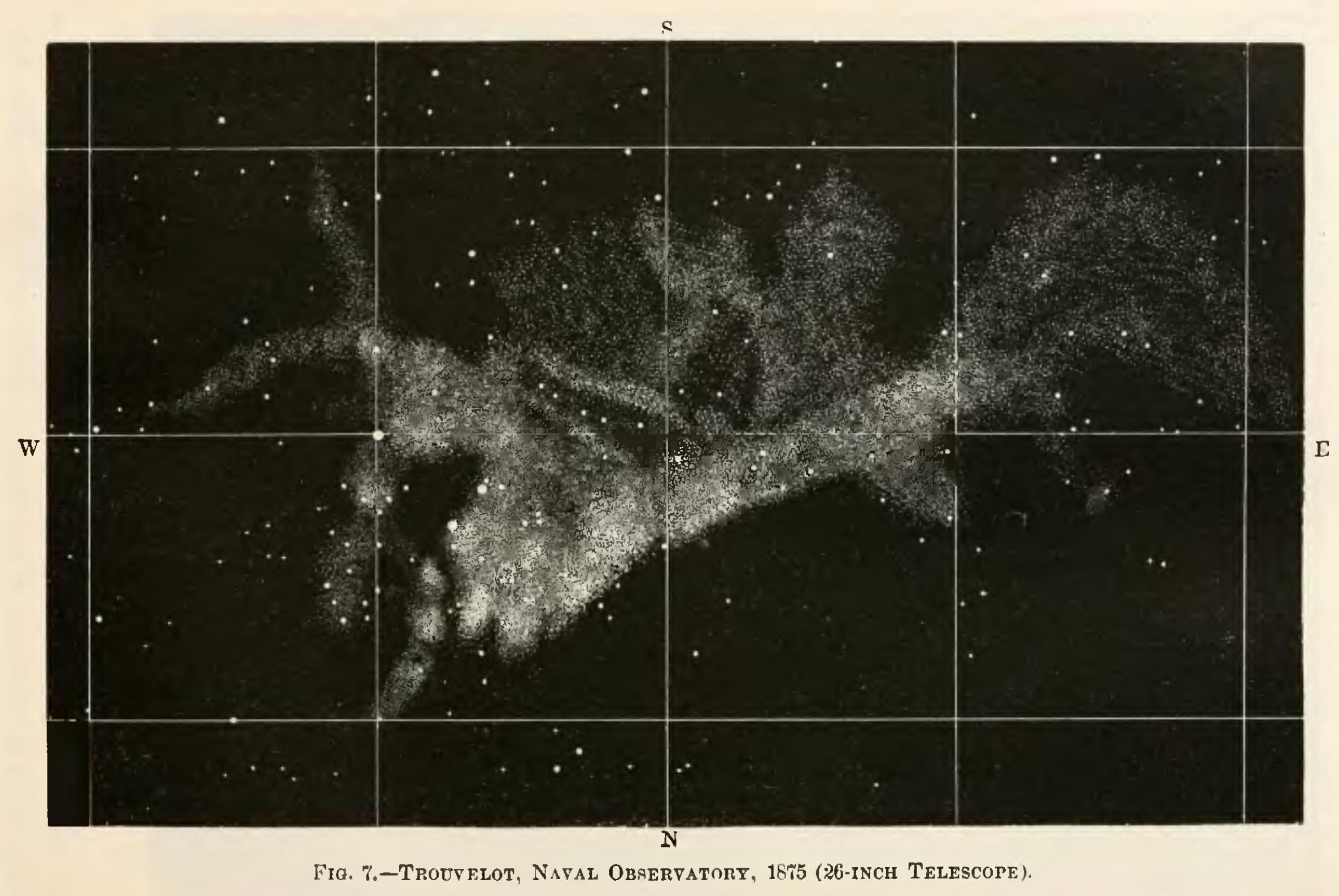
Ескіз в 1875 році